# Station Longueville-sur-Scie
Station Longueville-sur-Scie is een spoorwegstation in de Franse gemeente Longueville-sur-Scie.